# Daniil Krivoruchko
Daniil Olegovich Krivoruchko (tiếng Nga: Даниил Олегович Криворучко; sinh ngày 24 tháng 3 năm 1998) là một cầu thủ bóng đá người Nga thi đấu cho FC Orenburg.

## Sự nghiệp câu lạc bộ
Anh có màn ra mắt tại Giải bóng đá chuyên nghiệp quốc gia Nga cho Orenburg-2 vào ngày 27 tháng 7 năm 2017 trong trận đấu với FC Chelyabinsk.
Anh ra mắt đội hình chính của Orenburg vào ngày 25 tháng 9 năm 2018 trong trận đấu tại Cúp quốc gia Nga với Dynamo Barnaul. Anh lần đầu tiên ra sân tại Russian Premier League cho Orenburg vào ngày 5 tháng 7 năm 2020 trong trận gặp Rubin Kazan khi vào sân thay cho Žiga Škoflek vào phút thứ 81.